# Långören, Blekinge

Långören är en ö i Blekinges östra skärgård.
Ön är belägen intill den inomskärs farled som löper från Kalmarsund till Karlskrona. Detta har präglat livsbetingelserna på ön under 300 år. De som först bosatte sig på ön var Håkan och Annika Kraak och detta skedde omkring 1706. De flesta som bott på ön sedan dess är deras ättlingar (Långörasläkten). Deras son Sven Håkansson och svärson Åke Elofsson var de första lotsarna på den lotsstation som grundades omkring 1715. Långörens lotstation avvecklades 1960. Ön har bibehållit sin karaktär av ett traditionellt lots- och fiskeläge, men flertalet hus är nu fritidsbostäder.